# General d'Exèrcit (Unió Soviètica)
Vegeu "General d'Exèrcit" per a altres estats que emprin aquest grau

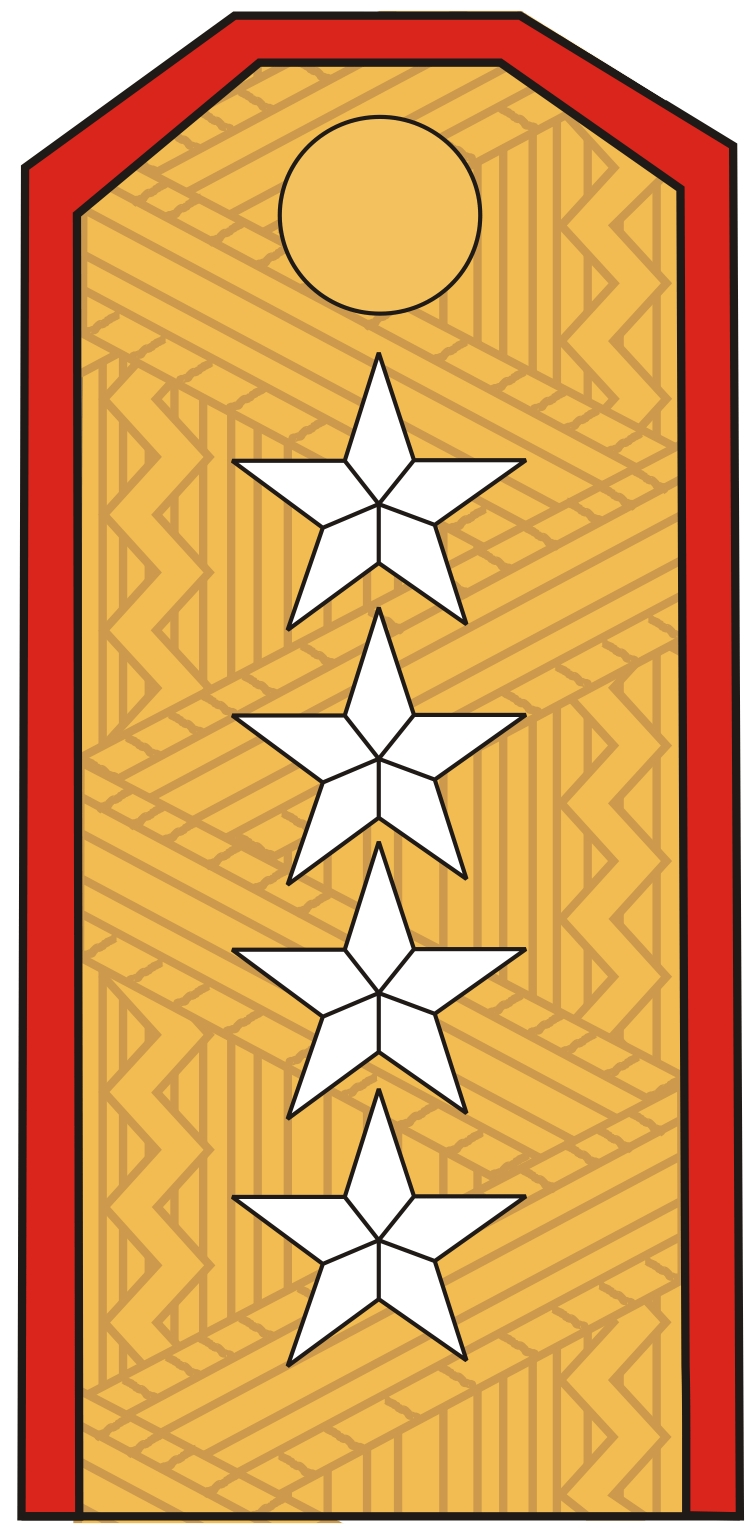
Galó

General d'Exèrcit (rus: генерал армии, transcrit: gueneral àrmiï) era un grau de la Unió Soviètica, que va ser establert per primer cop al juny de 1940 com a grau màxim pels generals de l'Exèrcit Roig, només per sota del grau de Mariscal de la Unió Soviètica. Durant els 51 anys següents, l'URSS promogué a 133 homes al grau de General d'Exèrcit, 32 dels quals van ser promoguts posteriorment al grau de Mariscal de la Unió Soviètica.
Habitualment, el grau s'atorgava als oficials superiors del Ministeri de Defensa i de l'Estat Major General, així com a comandants de districte militar meritoris. Des de la dècada dels 1970, també va ser atorgat freqüentment als comandants del KGB i del Ministeri de l'Interior MVD.
El grau soviètic de General d'Exèrcit és equivalent al grau britànic de Mariscal de Camp i al de General de l'Exèrcit (Estats Units) dels Estats Units. El grau naval corresponent és el d'Almirall de la Flota.
El grau de General d'Exèrcit s'emprava per a la Infanteria i la Infanteria de Marina, però a la Força Aèria, l'Artilleria, les Tropes Blindades, les Tropes d'Enginyers i de Senyals s'emprava el grau de Mariscal/Mariscal en cap de la Força Aèria, Artilleria, etc.
Si bé els Mariscals en cap i els Mariscals de la Força Aèria, etc., així com els Almiralls de la Flota eren equivalents en el servei al de General d'Exèrcit, en rang aquells eren superiors fins al 1974, quan el grau de General d'Exèrcit va ser formalment equiparat al de Mariscal en cap. Va ser en aquest moment que les divises de pala van ser modificades a una gran estrella de 5 puntes i l'emblema de l'exèrcit. A més, a partir de 1974 se'ls permeté lluir l'Estrella de Mariscal al coll.
Abans de 1943, els Generals d'Exèrcit lluïen 5 estrelles de 5 puntes a les insígnies de coll (petlitsi). Des de 1943, van lluir 4 estrelles de 5 puntes a les insígnies d'espatlla. Des de 1974 lluïen una única estrella (d'una mida superior) amb l'emblema de l'Exèrcit.
Entre els Generals d'Exèrcit destacat trobem a Ivan Txerniakhovski (el comandant de front soviètic més jove de la Segona Guerra Mundial, que va morir a la Prússia Oriental, a Aleksei Antónov (cap de l'Estat Major General el final de la Segona Guerra Mundial, condecorat amb l'Orde de la Victòria, Issa Pliyev (que tingué un paper principal a la Crisi dels míssils de Cuba) i Iuri Andrópov (que lluïa el grau com a cap del KGB).